# Jonathan Williams (fotbollsspelare)
Jonathan Peter "Jonny" Williams, född 9 oktober 1993 i Pembury, Kent, England, är en walesisk fotbollsspelare som spelar för Swindon Town. Han spelar också för Wales landslag.

## Karriär
I januari 2019 värvades Williams av Charlton Athletic. Den 1 februari 2021 värvades han av Cardiff City.
Den 13 augusti 2021 värvades Williams av League Two-klubben Swindon Town.